# Chloropteryx productaria
Chloropteryx productaria är en fjärilsart som beskrevs av Herrich-Schäffer 1855. Chloropteryx productaria ingår i släktet Chloropteryx och familjen mätare. Inga underarter finns listade i Catalogue of Life.